# Геремігарій
Ґеремігарій або Гермігар (*'д/н  —429) — король свевів у Лузітанії в 427—429 роках.

## Біографія
Був брат або якимось іншим родичем Гермеріка, короля свевів у Галеції. Деякі історики висуває версію про те, що Геремігарій міг бути королем одночасно з Гермеріком: у такому разі це був приклад подвійного правління, яке було поширене серед ранніх германців і зустрічалися також у свевів. Однак у хроніста Ідація про це не повідомляється.
За іншою гіпотезою, був військовиком, ватажком дружини. Діяв незалежно від останнього, маючи власне військо. Відомий тим, що в 427—429 роках займався грабунком Лузитанії та знаходився в околицях Меріди, столиці провінції.
Він був настільки могутній (зумів спустошити південну Лузітанію та західну Бетіку), що король вандалів Гейзеріх, що вже збирався відпливати в Африку, вважав за необхідне повернутися вглиб країни й очолити похід особисто проти Геремігарія, який зазнав поразки у битві при річці Анас (Гвадіана) й загинув.
Висувається версія, що Геремігарій був батьком Ріцімера, magister militum Західної Римської імперії.